# Olej z pestek dyni

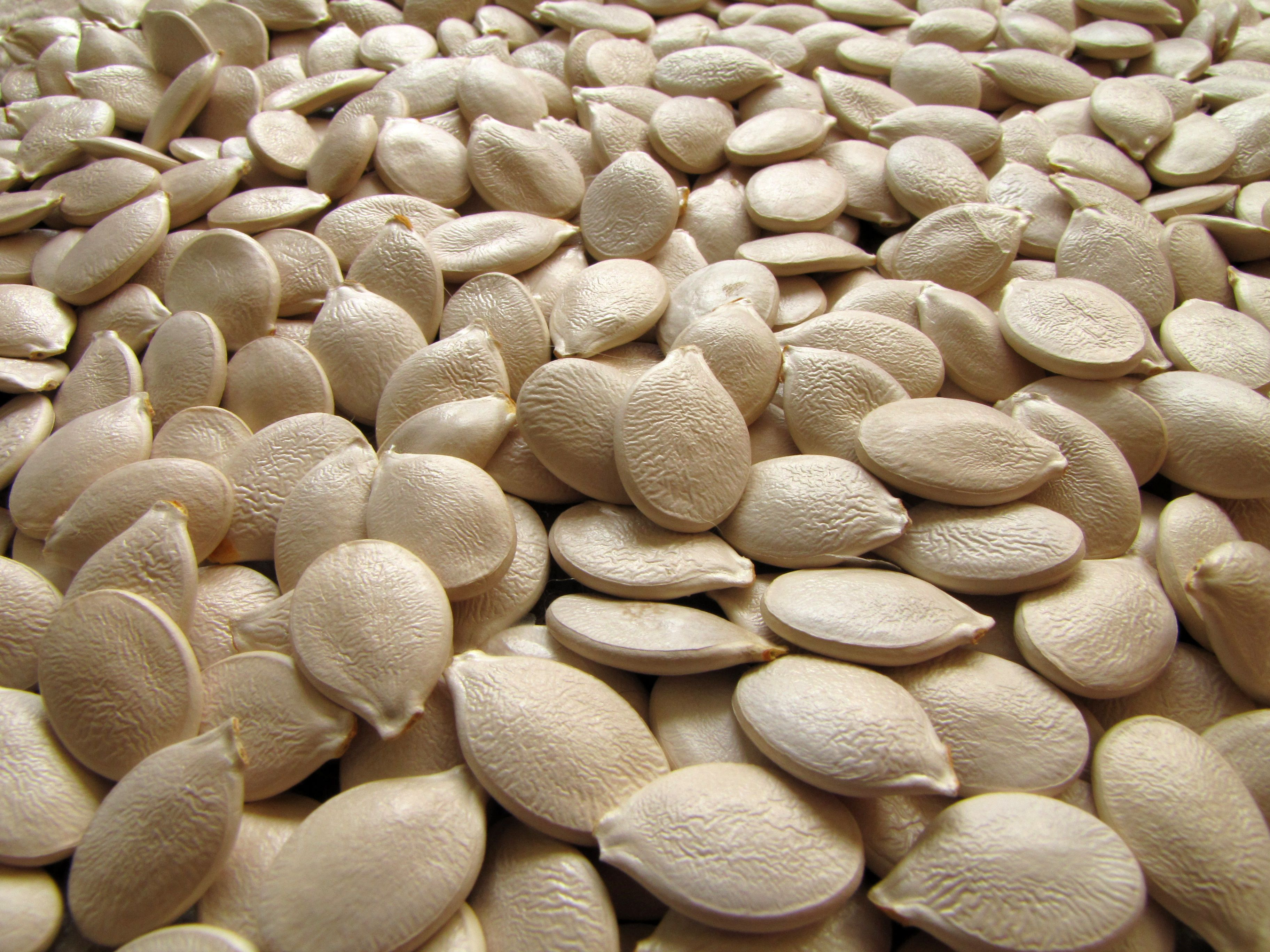
Nasiona dyni

Butelka oleju z dyni

Olej z pestek dyni – tłoczone na zimno nieprażone pestki dyni (Cucurbita Pepo) dają ciemnozielono-brązowy olej roślinny o orzechowym zapachu i smaku.
Tłuszcze zawarte w pestkach dyni zaliczają się do pełnowartościowych tłuszczów roślinnych. Około 80% kwasów tłuszczowych to kwasy nienasycone, z czego 50-60% to wielokrotnie nienasycone. Kwasy nienasycone są niezbędne dla organizmu, są niezbędnym elementem do budowy witaminy D, hormonów, a także ścianek komórkowych. Kwasy tłuszczowe spełniają funkcję transportową enzymatycznych reakcji.
Olej z pestek dyni jest lekkostrawny ze względu na kombinację kwasów tłuszczowych nienasyconych.
- Pochodzenie:: Styria, Ameryka Południowa  i Północna
- Skład:: zawiera kwas linolowy i oleinowy (razem ok. 70-80%), 10-25% kwasu palmitynowego, do 2% innych kwasów tłuszczowych, witaminy: E, B1, B2, B6, dużą ilość witaminy A, C i D, bogaty w beta-karoten, potas, selen i cynk. Zawiera również takie substancje odżywcze jak: fitosterole, skwalen, fitosteryny, cytrulinę, kukurbitynę.
- Kategoria: olej nieschnący
- Wytrzymałość na temperatury: nie ogrzewać
- Zastosowanie:
  - W przemyśle kosmetycznym stosuje przy każdym typie skóry, ale szczególnie polecany dla skóry suchej, łuszczącej się, pękającej, dojrzałej (wygładza zmarszczki). Używany przeciw rozstępom, jako dodatek w olejkach do masażu, kremów i peelingów. Wykazuje właściwości nawilżające, natłuszczające i wygładzające, dzięki dużej zawartości potasu działa oczyszczająco i rozjaśniająco. Jeśli używany jest jako olej do masażu należy zmieszać go z innym olejem roślinnym (np. słonecznikowym lub oliwą) w proporcjach 1:2.
  - W medycynie naturalnej stosuje się do leczenia objawów wczesnego stadium przerostu gruczołu krokowego, miażdżycy, schorzenia pęcherza i dróg moczowych, regulacji przemian hormonalnych i metabolicznych w organizmie.
  - Stosowany również w przemyśle spożywczym do spożycia na surowo i do sałatek, jako dodatek do zup.